# Happiness... Is Not a Fish That You Can Catch
Happiness... Is Not a Fish That You Can Catch è il terzo album discografico in studio del gruppo rock canadese Our Lady Peace, pubblicato nel 1999.

## Tracce
Testi e musiche di Raine Maida e Jeremy Taggart, tranne dove indicato.
1. One Man Army – 3:22 (Maida, Arnold Lanni)
2. Happiness & the Fish – 3:34
3. Potato Girl – 4:27
4. Blister – 3:57
5. Is Anybody Home? – 3:37 (Maida, Lanni)
6. Waited – 3:32
7. Thief – 4:01
8. Lying Awake – 4:02
9. Annie – 4:02
10. Consequence of Laughing – 3:16
11. Stealing Babies – 5:30 – featuring Elvin Jones

## Formazione
- Raine Maida - voce, chitarra acustica, piano
- Duncan Coutts - basso
- Jeremy Taggart - batteria, percussioni
- Mike Turner - chitarra elettrica
- Jamie Edwards - tastiere, chitarra elettrica
- Elvin Jones - batteria in Stealing Babies